# Курган Ботанического сада
Курган в Ботаническом саду — курган раннего железного века, расположенный в ботаническом саду на юго-западе Алма-Аты. Захоронение принадлежит племени саков.

## Расположение
Курган расположен в Главном Ботаническом саду Национальной Академии наук Республики Казахстан, в 600 метрах к югу от управления Ботаническим садом, в 200 метрах от юго-западной оранжереи, справа от центральной аллеи, в 800 метрах выше ул. Тимирязева.

## Описание
Курган представляет собой некрополь VI—III вв. до н.э. эпохи раннего железа. Курган сложен из земли и камней. Задернован, его склоны и вершина покрыты зарослями кустарников. Диаметр основания кургана — 32 метра, высота кургана — 3,5 метра. Он относится к захоронениям сакского периода.
Курган был исследован в 2003 году Алматинской археологической экспедицией Института археологии им. А.Маргулана МОН РК. Благоприятные условия в предгорных долинах рек Малая и Большая Алматинка, Весновка и Каргалы в сочетании со стратегически выгодным расположением способствовали заселению территории города Алма-Аты с древнейших времен. Поселения, клады и могильники той эпохи являются ярким тому доказательством. Ранняя история представлена курганами и некрополями эпохи железа, а расцвет Средневековой городской жизни на территории города относится к XI-XII векам.
Судьба кургана в рамках предстоящей реконструкции Алматинского ботанического сада по состоянию на июнь 2018 года не определена. Проект реконструкции в целом согласован, проводятся консультации с археологами по поводу сакского некрополя.

## Статус памятника
10 ноября 2010 года был утверждён новый Государственный список памятников истории и культуры местного значения города Алматы, одновременно с которым все предыдущие решения по этому поводу были признаны утратившими силу. В этом Постановлении был сохранён статус памятника местного значения кургану в Ботаническом саду. Границы охранных зон были утверждены в 2014 году.